# Jakub Macyra
Jakub Macyra (ur. 22 lipca 1995 w Ostródzie) – polski siatkarz, grający na pozycji środkowego. Waży 100 kg. Jego zasięg w ataku wynosi 355 cm, a w bloku 330 cm.

## Sukcesy klubowe

### młodzieżowe
Akademickie Mistrzostwa Polski:
- 2016
- 2021

### seniorskie
I liga:
- 2019

Superpuchar Polski:
- 2021, 2022[5]

Mistrzostwo Polski:
- 2023[6]
- 2022[7]

Liga Mistrzów:
- 2023[8]

## Statystyki zawodnika

### PlusLiga 2014/2015 i 2021/2022
| 20 | 52 | 67 | 135 | 17 | 3 | 88 | 8 | 5 | 42 | 48% | 22 |  |

#### Sezon 2021/2022

##### PlusLiga (2021/2022)[9]
| Statystyki zawodnika | Statystyki zawodnika | Statystyki zawodnika               | Statystyki zawodnika | Statystyki zawodnika | Statystyki zawodnika | Statystyki zawodnika | Statystyki zawodnika | Statystyki zawodnika | Statystyki zawodnika | Statystyki zawodnika | Statystyki zawodnika | Statystyki zawodnika | Statystyki zawodnika | Statystyki zawodnika | Statystyki zawodnika | Statystyki zawodnika | Statystyki zawodnika | Statystyki zawodnika |
| Rozegrane mecze      | Rozegrane mecze      | Rozegrane mecze                    | Roz. sety            | PUNKTY               | ZAGRYWKA             | ZAGRYWKA             | ZAGRYWKA             | ATAK                 | ATAK                 | ATAK                 | ATAK                 | ATAK                 | BLOK                 |                      |                      |                      |                      |                      |
| Kolejka              | Wynik                | Przeciwnik                         | Roz. sety            | Suma                 | Suma                 | SP                   | ZP                   | Suma                 | SP                   | AZ                   | ZPA                  | %perf                | ZP                   |                      |                      |                      |                      |                      |
| -------------------- | -------------------- | ---------------------------------- | -------------------- | -------------------- | -------------------- | -------------------- | -------------------- | -------------------- | -------------------- | -------------------- | -------------------- | -------------------- | -------------------- | -------------------- | -------------------- | -------------------- | -------------------- | -------------------- |
| 1.                   | 3:1                  | LUK Lublin                         | Nie grał             | Nie grał             | Nie grał             | Nie grał             | Nie grał             | Nie grał             | Nie grał             | Nie grał             | Nie grał             | Nie grał             | Nie grał             | Nie grał             | Nie grał             | Nie grał             | Nie grał             |                      |
| 2.                   | 3:0                  | Stal Nysa                          | Nie grał             | Nie grał             | Nie grał             | Nie grał             | Nie grał             | Nie grał             | Nie grał             | Nie grał             | Nie grał             | Nie grał             | Nie grał             | Nie grał             | Nie grał             | Nie grał             | Nie grał             |                      |
| 3.                   | 2:3                  | Projekt Warszawa                   | 1                    | 0                    | 0                    | 0                    | 0                    | 0                    | 0                    | 0                    | 0                    | -                    | 0                    |                      |                      |                      |                      |                      |
| 4.                   | 3:1                  | PGE Skra Bełchatów                 | 1                    | 0                    | 1                    | 0                    | 0                    | 0                    | 0                    | 0                    | 0                    | -                    | 0                    |                      |                      |                      |                      |                      |
| 5.                   | 3:0                  | Asseco Resovia Rzeszów             | Nie grał             | Nie grał             | Nie grał             | Nie grał             | Nie grał             | Nie grał             | Nie grał             | Nie grał             | Nie grał             | Nie grał             | Nie grał             | Nie grał             | Nie grał             | Nie grał             | Nie grał             |                      |
| 6.                   | 3:0                  | Trefl Gdańsk                       | Nie grał             | Nie grał             | Nie grał             | Nie grał             | Nie grał             | Nie grał             | Nie grał             | Nie grał             | Nie grał             | Nie grał             | Nie grał             | Nie grał             | Nie grał             | Nie grał             | Nie grał             |                      |
| 7.                   | 3:0                  | Ślepsk Malow Suwałki               | Nie grał             | Nie grał             | Nie grał             | Nie grał             | Nie grał             | Nie grał             | Nie grał             | Nie grał             | Nie grał             | Nie grał             | Nie grał             | Nie grał             | Nie grał             | Nie grał             | Nie grał             |                      |
| 8.                   | 2:3                  | Aluron CMC Warta Zawiercie         | Nie grał             | Nie grał             | Nie grał             | Nie grał             | Nie grał             | Nie grał             | Nie grał             | Nie grał             | Nie grał             | Nie grał             | Nie grał             | Nie grał             | Nie grał             | Nie grał             | Nie grał             |                      |
| 9.                   | 3:0                  | GKS Katowice                       | Nie grał             | Nie grał             | Nie grał             | Nie grał             | Nie grał             | Nie grał             | Nie grał             | Nie grał             | Nie grał             | Nie grał             | Nie grał             | Nie grał             | Nie grał             | Nie grał             | Nie grał             |                      |
| 10.                  | 3:0                  | AZS Olsztyn                        | Nie grał             | Nie grał             | Nie grał             | Nie grał             | Nie grał             | Nie grał             | Nie grał             | Nie grał             | Nie grał             | Nie grał             | Nie grał             | Nie grał             | Nie grał             | Nie grał             | Nie grał             |                      |
| 11.                  | 3:0                  | Cuprum Lubin                       | Nie grał             | Nie grał             | Nie grał             | Nie grał             | Nie grał             | Nie grał             | Nie grał             | Nie grał             | Nie grał             | Nie grał             | Nie grał             | Nie grał             | Nie grał             | Nie grał             | Nie grał             |                      |
| 12.                  | 3:0                  | Cerrad Enea Czarni Radom           | Nie grał             | Nie grał             | Nie grał             | Nie grał             | Nie grał             | Nie grał             | Nie grał             | Nie grał             | Nie grał             | Nie grał             | Nie grał             | Nie grał             | Nie grał             | Nie grał             | Nie grał             |                      |
| 13.                  | 0:3                  | Grupa Azoty ZAKSA Kędzierzyn-Koźle | Nie grał             | Nie grał             | Nie grał             | Nie grał             | Nie grał             | Nie grał             | Nie grał             | Nie grał             | Nie grał             | Nie grał             | Nie grał             | Nie grał             | Nie grał             | Nie grał             | Nie grał             |                      |
| 14.                  | 3:0                  | LUK Lublin                         | Nie grał             | Nie grał             | Nie grał             | Nie grał             | Nie grał             | Nie grał             | Nie grał             | Nie grał             | Nie grał             | Nie grał             | Nie grał             | Nie grał             | Nie grał             | Nie grał             | Nie grał             |                      |
| 15.                  | 3:0                  | Stal Nysa                          | Nie grał             | Nie grał             | Nie grał             | Nie grał             | Nie grał             | Nie grał             | Nie grał             | Nie grał             | Nie grał             | Nie grał             | Nie grał             | Nie grał             | Nie grał             | Nie grał             | Nie grał             |                      |
| 16.                  | 3:1                  | Projekt Warszawa                   | 4                    | 6                    | 15                   | 1                    | 1                    | 6                    | 1                    | 0                    | 2                    | 33%                  | 3                    |                      |                      |                      |                      |                      |
| 17.                  | 3:2                  | PGE Skra Bełchatów                 | 3                    | 0                    | 0                    | 0                    | 0                    | 0                    | 0                    | 0                    | 0                    | -                    | 0                    |                      |                      |                      |                      |                      |
| 18.                  | 3:1                  | Asseco Resovia Rzeszów             | Nie grał             | Nie grał             | Nie grał             | Nie grał             | Nie grał             | Nie grał             | Nie grał             | Nie grał             | Nie grał             | Nie grał             | Nie grał             | Nie grał             | Nie grał             | Nie grał             | Nie grał             |                      |
| 19.                  | 2:3                  | Trefl Gdańsk                       | 5                    | 11                   | 17                   | 2                    | 0                    | 10                   | 0                    | 0                    | 8                    | 80%                  | 3                    |                      |                      |                      |                      |                      |
| 20.                  | 3:0                  | Ślepsk Malow Suwałki               | 1                    | 0                    | 0                    | 0                    | 0                    | 0                    | 0                    | 0                    | 0                    | 0%                   | 0                    |                      |                      |                      |                      |                      |
| 21.                  | 3:1                  | Aluron CMC Warta Zawiercie         | Nie grał             | Nie grał             | Nie grał             | Nie grał             | Nie grał             | Nie grał             | Nie grał             | Nie grał             | Nie grał             | Nie grał             | Nie grał             | Nie grał             | Nie grał             | Nie grał             | Nie grał             |                      |
| 22.                  | 3:2                  | GKS Katowice                       | 5                    | 9                    | 20                   | 3                    | 1                    | 16                   | 0                    | 0                    | 4                    | 25%                  | 4                    |                      |                      |                      |                      |                      |
| 23.                  | 3:1                  | AZS Olsztyn                        | 4                    | 5                    | 12                   | 1                    | 0                    | 9                    | 1                    | 2                    | 5                    | 55%                  | 0                    |                      |                      |                      |                      |                      |
| 24.                  | 3:1                  | Cuprum Lubin                       | 4                    | 8                    | 10                   | 1                    | 0                    | 6                    | 0                    | 1                    | 3                    | 50%                  | 5                    |                      |                      |                      |                      |                      |
| 25.                  | 3:0                  | Cerrad Enea Czarni Radom           | 3                    | 4                    | 9                    | 2                    | 0                    | 9                    | 2                    | 1                    | 1                    | 11%                  | 3                    |                      |                      |                      |                      |                      |
| 26.                  | 0:3                  | Grupa Azoty ZAKSA Kędzierzyn-Koźle | 3                    | 6                    | 12                   | 1                    | 0                    | 4                    | 0                    | 0                    | 4                    | 100%                 | 2                    |                      |                      |                      |                      |                      |
| Ćwierćfinał          | 2:3                  | Trefl Gdańsk                       | 5                    | 8                    | 13                   | 2                    | 0                    | 12                   | 0                    | 1                    | 7                    | 58%                  | 1                    |                      |                      |                      |                      |                      |
| Ćwierćfinał          | 3:0                  | Trefl Gdańsk                       | 2                    | 1                    | 2                    | 0                    | 0                    | 2                    | 1                    | 0                    | 1                    | 50%                  | 0                    |                      |                      |                      |                      |                      |
| Ćwierćfinał          | 3:0                  | Trefl Gdańsk                       | 2                    | 0                    | 2                    | 1                    | 0                    | 0                    | 0                    | 0                    | 0                    | -                    | 0                    |                      |                      |                      |                      |                      |
| Półfinał             | 3:0                  | PGE Skra Bełchatów                 | Nie grał             | Nie grał             | Nie grał             | Nie grał             | Nie grał             | Nie grał             | Nie grał             | Nie grał             | Nie grał             | Nie grał             | Nie grał             | Nie grał             | Nie grał             | Nie grał             | Nie grał             |                      |
| Półfinał             | 3:0                  | PGE Skra Bełchatów                 | Nie grał             | Nie grał             | Nie grał             | Nie grał             | Nie grał             | Nie grał             | Nie grał             | Nie grał             | Nie grał             | Nie grał             | Nie grał             | Nie grał             | Nie grał             | Nie grał             | Nie grał             |                      |
| Finał                | 0:3                  | Grupa Azoty ZAKSA Kędzierzyn-Koźle | Nie grał             | Nie grał             | Nie grał             | Nie grał             | Nie grał             | Nie grał             | Nie grał             | Nie grał             | Nie grał             | Nie grał             | Nie grał             | Nie grał             | Nie grał             | Nie grał             | Nie grał             |                      |
| Finał                | 2:3                  | Grupa Azoty ZAKSA Kędzierzyn-Koźle | Nie grał             | Nie grał             | Nie grał             | Nie grał             | Nie grał             | Nie grał             | Nie grał             | Nie grał             | Nie grał             | Nie grał             | Nie grał             | Nie grał             | Nie grał             | Nie grał             | Nie grał             |                      |
| Finał                | 3:1                  | Grupa Azoty ZAKSA Kędzierzyn-Koźle | 1                    | 0                    | 0                    | 0                    | 0                    | 0                    | 0                    | 0                    | 0                    | -                    | 0                    |                      |                      |                      |                      |                      |
| Finał                | 0:3                  | Grupa Azoty ZAKSA Kędzierzyn-Koźle | 1                    | 0                    | 3                    | 1                    | 0                    | 0                    | 0                    | 0                    | 0                    | -                    | 0                    |                      |                      |                      |                      |                      |
| Razem                | Razem                | 16                                 | 45                   | 58                   | 116                  | 15                   | 2                    | 74                   | 5                    | 5                    | 35                   | 47%                  | 21                   |                      |                      |                      |                      |                      |

##### Puchar Polski (2021/2022)
| 1/16 finału | 3:0 | KPS Stalpro Joker Powiat Pilski    | 3        | 11       | 7        | 2        | 0        | 13       | 1        | 0        | 8        | 62%      | 3        |          |          |          |          |          |
| 1/8 finału  | 3:0 | Legia Warszawa                     | 3        | 6        | 13       | 1        | 1        | 9        | 3        | 1        | 4        | 44%      | 1        |          |          |          |          |          |
| Ćwierćfinał | 3:0 | Projekt Warszawa                   | Nie grał | Nie grał | Nie grał | Nie grał | Nie grał | Nie grał | Nie grał | Nie grał | Nie grał | Nie grał | Nie grał | Nie grał | Nie grał | Nie grał | Nie grał | Nie grał |
| Półfinał    | 3:2 | Asseco Resovia Rzeszów             | 5        | 9        | 14       | 5        | 1        | 9        | 0        | 0        | 6        | 67%      | 2        |          |          |          |          |          |
| Finał       | 0:3 | Grupa Azoty ZAKSA Kędzierzyn-Koźle | 2        | 4        | 3        | 0        | 1        | 7        | 1        | 0        | 3        | 43%      | 0        |          |          |          |          |          |

##### Liga Mistrzów (2021/2022)[9]
| Statystyki zawodnika | Statystyki zawodnika | Statystyki zawodnika               | Statystyki zawodnika | Statystyki zawodnika | Statystyki zawodnika | Statystyki zawodnika | Statystyki zawodnika | Statystyki zawodnika | Statystyki zawodnika | Statystyki zawodnika | Statystyki zawodnika | Statystyki zawodnika | Statystyki zawodnika | Statystyki zawodnika | Statystyki zawodnika | Statystyki zawodnika | Statystyki zawodnika | Statystyki zawodnika |
| Rozegrane mecze      | Rozegrane mecze      | Rozegrane mecze                    | Roz. sety            | PUNKTY               | ZAGRYWKA             | ZAGRYWKA             | ZAGRYWKA             | ATAK                 | ATAK                 | ATAK                 | ATAK                 | ATAK                 | BLOK                 |                      |                      |                      |                      |                      |
| Runda                | Wynik                | Przeciwnik                         | Roz. sety            | Suma                 | Suma                 | SP                   | ZP                   | Suma                 | SP                   | AZ                   | ZPA                  | %perf                | ZP                   |                      |                      |                      |                      |                      |
| -------------------- | -------------------- | ---------------------------------- | -------------------- | -------------------- | -------------------- | -------------------- | -------------------- | -------------------- | -------------------- | -------------------- | -------------------- | -------------------- | -------------------- | -------------------- | -------------------- | -------------------- | -------------------- | -------------------- |
| Faza grupowa         | 3:0                  | Chebyr Pazardżik                   | 2                    | 1                    | 2                    | 0                    | 0                    | 2                    | 0                    | 0                    | 1                    | 50%                  | 0                    |                      |                      |                      |                      |                      |
| Faza grupowa         | 3:0                  | Knack Roeselare                    | Nie grał             | Nie grał             | Nie grał             | Nie grał             | Nie grał             | Nie grał             | Nie grał             | Nie grał             | Nie grał             | Nie grał             | Nie grał             | Nie grał             | Nie grał             | Nie grał             | Nie grał             | Nie grał             |
| Faza grupowa         | 3:0                  | VfB Friedrichshafen                | 1                    | 1                    | 1                    | 1                    | 0                    | 1                    | 0                    | 0                    | 1                    | 100%                 | 0                    |                      |                      |                      |                      |                      |
| Faza grupowa         | 3:0                  | Knack Roeselare                    | 3                    | 5                    | 10                   | 1                    | 0                    | 7                    | 0                    | 1                    | 4                    | 57%                  | 1                    |                      |                      |                      |                      |                      |
| Faza grupowa         | 3:1                  | Chebyr Pazardżik                   | 1                    | 0                    | 0                    | 0                    | 0                    | 0                    | 0                    | 0                    | 0                    | -                    | 0                    |                      |                      |                      |                      |                      |
| Faza grupowa         | 3:1                  | VfB Friedrichshafen                | 3                    | 8                    | 13                   | 4                    | 3                    | 6                    | 1                    | 1                    | 3                    | 50%                  | 2                    |                      |                      |                      |                      |                      |
| Ćwierćfinał          | 3:0                  | Cucine Lube Civitanova             | 3                    | 5                    | 7                    | 0                    | 0                    | 4                    | 1                    | 0                    | 2                    | 50%                  | 3                    |                      |                      |                      |                      |                      |
| Ćwierćfinał          | 3:2                  | Cucine Lube Civitanova             | 5                    | 6                    | 11                   | 2                    | 0                    | 8                    | 0                    | 2                    | 5                    | 63%                  | 1                    |                      |                      |                      |                      |                      |
| Półfinał             | 0:3                  | Grupa Azoty ZAKSA Kędzierzyn-Koźle | 3                    | 5                    | 13                   | 3                    | 2                    | 3                    | 0                    | 1                    | 2                    | 67%                  | 1                    |                      |                      |                      |                      |                      |
| Półfinał             | 2:3                  | Grupa Azoty ZAKSA Kędzierzyn-Koźle | 5                    | 8                    | 17                   | 2                    | 1                    | 9                    | 1                    | 0                    | 6                    | 67%                  | 1                    |                      |                      |                      |                      |                      |
| Razem                | Razem                | 9                                  | 26                   | 45                   | 74                   | 13                   | 6                    | 40                   | 3                    | 5                    | 24                   | 63%                  | 9                    |                      |                      |                      |                      |                      |

### I liga 2018-2021
| 73 | 239 | 451 | 737 | 99 | 31 | 503 | 29 | 35 | 317 | 63% | 103 |  |

#### Sezon 2020/2021

##### I liga (2020/2021)[10]
| Statystyki zawodnika | Statystyki zawodnika                           | Statystyki zawodnika                           | Statystyki zawodnika                           | Statystyki zawodnika                           | Statystyki zawodnika                           | Statystyki zawodnika                           | Statystyki zawodnika                           | Statystyki zawodnika                           | Statystyki zawodnika                           | Statystyki zawodnika                           | Statystyki zawodnika                           | Statystyki zawodnika                           | Statystyki zawodnika                           | Statystyki zawodnika                           | Statystyki zawodnika                           | Statystyki zawodnika                           | Statystyki zawodnika |
| Rozegrane mecze      | Rozegrane mecze                                | Rozegrane mecze                                | Roz. sety                                      | PUNKTY                                         | ZAGRYWKA                                       | ZAGRYWKA                                       | ZAGRYWKA                                       | ATAK                                           | ATAK                                           | ATAK                                           | ATAK                                           | ATAK                                           | BLOK                                           |                                                |                                                |                                                |                      |
| Kolejka              | Wynik                                          | Przeciwnik                                     | Roz. sety                                      | Suma                                           | Suma                                           | SP                                             | ZP                                             | Suma                                           | SP                                             | AZ                                             | ZPA                                            | %perf                                          | ZP                                             |                                                |                                                |                                                |                      |
| -------------------- | ---------------------------------------------- | ---------------------------------------------- | ---------------------------------------------- | ---------------------------------------------- | ---------------------------------------------- | ---------------------------------------------- | ---------------------------------------------- | ---------------------------------------------- | ---------------------------------------------- | ---------------------------------------------- | ---------------------------------------------- | ---------------------------------------------- | ---------------------------------------------- | ---------------------------------------------- | ---------------------------------------------- | ---------------------------------------------- | -------------------- |
| 1.                   | 1:3                                            | eWinner Gwardia Wrocław                        | 4                                              | 4                                              | 7                                              | 2                                              | 0                                              | 4                                              | 1                                              | 0                                              | 1                                              | 25%                                            | 3                                              |                                                |                                                |                                                |                      |
| 2.                   | 0:3                                            | Olimpia Sulęcin                                | 3                                              | 7                                              | 12                                             | 0                                              | 3                                              | 5                                              | 1                                              | 0                                              | 3                                              | 60%                                            | 1                                              |                                                |                                                |                                                |                      |
| 3.                   | 3:1                                            | ZAKSA Strzelce Opolskie                        | 4                                              | 8                                              | 14                                             | 1                                              | 0                                              | 7                                              | 0                                              | 1                                              | 5                                              | 71%                                            | 3                                              |                                                |                                                |                                                |                      |
| 4.                   | 1:3                                            | KKS Mickiewicz Kluczbork                       | 3                                              | 2                                              | 9                                              | 1                                              | 0                                              | 6                                              | 1                                              | 0                                              | 2                                              | 33%                                            | 0                                              |                                                |                                                |                                                |                      |
| 5.                   | 3:2                                            | Exact Systems Norwid Częstochowa               | 5                                              | 13                                             | 27                                             | 4                                              | 3                                              | 11                                             | 0                                              | 1                                              | 9                                              | 82%                                            | 1                                              |                                                |                                                |                                                |                      |
| 6.                   | 2:3                                            | KPS Siedlce                                    | 5                                              | 10                                             | 14                                             | 2                                              | 1                                              | 8                                              | 0                                              | 1                                              | 6                                              | 75%                                            | 3                                              |                                                |                                                |                                                |                      |
| 7.                   | 2:3                                            | BAS Białystok                                  | 5                                              | 11                                             | 17                                             | 2                                              | 1                                              | 11                                             | 0                                              | 1                                              | 9                                              | 82%                                            | 1                                              |                                                |                                                |                                                |                      |
| 8.                   | 0:3                                            | Polski Cukier Avia Świdnik                     | 3                                              | 4                                              | 9                                              | 2                                              | 0                                              | 7                                              | 1                                              | 1                                              | 4                                              | 57%                                            | 0                                              |                                                |                                                |                                                |                      |
| 9.                   | 0:3                                            | BKS Visła Bydgoszcz                            | 3                                              | 4                                              | 9                                              | 3                                              | 1                                              | 6                                              | 0                                              | 0                                              | 3                                              | 50%                                            | 0                                              |                                                |                                                |                                                |                      |
| 10.                  | 1:3                                            | LUK Politechnika Lublin                        | 4                                              | 6                                              | 10                                             | 3                                              | 0                                              | 7                                              | 0                                              | 1                                              | 5                                              | 71%                                            | 1                                              |                                                |                                                |                                                |                      |
| 11.                  | Drużyna AZS AGH Kraków pauzowała w tej kolejce | Drużyna AZS AGH Kraków pauzowała w tej kolejce | Drużyna AZS AGH Kraków pauzowała w tej kolejce | Drużyna AZS AGH Kraków pauzowała w tej kolejce | Drużyna AZS AGH Kraków pauzowała w tej kolejce | Drużyna AZS AGH Kraków pauzowała w tej kolejce | Drużyna AZS AGH Kraków pauzowała w tej kolejce | Drużyna AZS AGH Kraków pauzowała w tej kolejce | Drużyna AZS AGH Kraków pauzowała w tej kolejce | Drużyna AZS AGH Kraków pauzowała w tej kolejce | Drużyna AZS AGH Kraków pauzowała w tej kolejce | Drużyna AZS AGH Kraków pauzowała w tej kolejce | Drużyna AZS AGH Kraków pauzowała w tej kolejce | Drużyna AZS AGH Kraków pauzowała w tej kolejce | Drużyna AZS AGH Kraków pauzowała w tej kolejce | Drużyna AZS AGH Kraków pauzowała w tej kolejce |                      |
| 12.                  | 3:0                                            | MCKiS Jaworzno                                 | 3                                              | 3                                              | 8                                              | 3                                              | 0                                              | 6                                              | 0                                              | 0                                              | 2                                              | 33%                                            | 1                                              |                                                |                                                |                                                |                      |
| 13.                  | 3:0                                            | Krispol Września                               | 3                                              | 6                                              | 9                                              | 2                                              | 0                                              | 6                                              | 0                                              | 1                                              | 5                                              | 83%                                            | 1                                              |                                                |                                                |                                                |                      |
| 14.                  | 1:3                                            | BBTS Bielsko-Biała                             | 4                                              | 7                                              | 19                                             | 2                                              | 2                                              | 5                                              | 0                                              | 1                                              | 4                                              | 80%                                            | 1                                              |                                                |                                                |                                                |                      |
| 15.                  | 3:2                                            | Lechia Tomaszów Mazowiecki                     | 5                                              | 6                                              | 12                                             | 1                                              | 0                                              | 8                                              | 2                                              | 0                                              | 4                                              | 50%                                            | 2                                              |                                                |                                                |                                                |                      |
| 16.                  | 3:1                                            | eWinner Gwardia Wrocław                        | 4                                              | 7                                              | 10                                             | 3                                              | 0                                              | 8                                              | 1                                              | 0                                              | 6                                              | 75%                                            | 1                                              |                                                |                                                |                                                |                      |
| 17.                  | 3:2                                            | Olimpia Sulęcin                                | 3                                              | 2                                              | 11                                             | 2                                              | 1                                              | 4                                              | 0                                              | 1                                              | 1                                              | 25%                                            | 0                                              |                                                |                                                |                                                |                      |
| 18.                  | 3:0                                            | ZAKSA Strzelce Opolskie                        | 3                                              | 9                                              | 15                                             | 1                                              | 1                                              | 10                                             | 1                                              | 1                                              | 8                                              | 80%                                            | 0                                              |                                                |                                                |                                                |                      |
| 19.                  | 3:1                                            | KKS Mickiewicz Kluczbork                       | 4                                              | 9                                              | 16                                             | 2                                              | 0                                              | 10                                             | 1                                              | 0                                              | 6                                              | 60%                                            | 3                                              |                                                |                                                |                                                |                      |
| 20.                  | 1:3                                            | Exact Systems Norwid Częstochowa               | 3                                              | 4                                              | 7                                              | 2                                              | 0                                              | 9                                              | 0                                              | 3                                              | 3                                              | 33%                                            | 1                                              |                                                |                                                |                                                |                      |
| 21.                  | 3:1                                            | KPS Siedlce                                    | 4                                              | 10                                             | 10                                             | 3                                              | 0                                              | 10                                             | 1                                              | 0                                              | 8                                              | 80%                                            | 2                                              |                                                |                                                |                                                |                      |
| 22.                  | 3:1                                            | BAS Białystok                                  | 4                                              | 7                                              | 17                                             | 1                                              | 0                                              | 8                                              | 1                                              | 0                                              | 4                                              | 50%                                            | 3                                              |                                                |                                                |                                                |                      |
| 23.                  | 1:3                                            | Polski Cukier Avia Świdnik                     | 4                                              | 7                                              | 10                                             | 1                                              | 0                                              | 8                                              | 1                                              | 1                                              | 4                                              | 50%                                            | 3                                              |                                                |                                                |                                                |                      |
| 24.                  | 1:3                                            | BKS Visła Bydgoszcz                            | 4                                              | 11                                             | 17                                             | 0                                              | 0                                              | 7                                              | 0                                              | 0                                              | 7                                              | 100%                                           | 4                                              |                                                |                                                |                                                |                      |
| 25.                  | 0:3                                            | LUK Politechnika Lublin                        | 2                                              | 2                                              | 6                                              | 1                                              | 1                                              | 4                                              | 1                                              | 1                                              | 1                                              | 25%                                            | 0                                              |                                                |                                                |                                                |                      |
| 26.                  | Drużyna AZS AGH Kraków pauzowała w tej kolejce | Drużyna AZS AGH Kraków pauzowała w tej kolejce | Drużyna AZS AGH Kraków pauzowała w tej kolejce | Drużyna AZS AGH Kraków pauzowała w tej kolejce | Drużyna AZS AGH Kraków pauzowała w tej kolejce | Drużyna AZS AGH Kraków pauzowała w tej kolejce | Drużyna AZS AGH Kraków pauzowała w tej kolejce | Drużyna AZS AGH Kraków pauzowała w tej kolejce | Drużyna AZS AGH Kraków pauzowała w tej kolejce | Drużyna AZS AGH Kraków pauzowała w tej kolejce | Drużyna AZS AGH Kraków pauzowała w tej kolejce | Drużyna AZS AGH Kraków pauzowała w tej kolejce | Drużyna AZS AGH Kraków pauzowała w tej kolejce | Drużyna AZS AGH Kraków pauzowała w tej kolejce | Drużyna AZS AGH Kraków pauzowała w tej kolejce | Drużyna AZS AGH Kraków pauzowała w tej kolejce |                      |
| 27.                  | 3:1                                            | MCKiS Jaworzno                                 | 4                                              | 12                                             | 14                                             | 0                                              | 2                                              | 9                                              | 0                                              | 0                                              | 6                                              | 67%                                            | 4                                              |                                                |                                                |                                                |                      |
| 28.                  | 1:3                                            | Krispol Września                               | 4                                              | 10                                             | 21                                             | 1                                              | 1                                              | 10                                             | 2                                              | 1                                              | 5                                              | 50%                                            | 4                                              |                                                |                                                |                                                |                      |
| 29.                  | 3:1                                            | BBTS Bielsko-Biała                             | 4                                              | 6                                              | 14                                             | 2                                              | 0                                              | 5                                              | 0                                              | 0                                              | 5                                              | 100%                                           | 1                                              |                                                |                                                |                                                |                      |
| 30.                  | 0:3                                            | KS Lechia Tomaszów Mazowiecki                  | Nie grał                                       | Nie grał                                       | Nie grał                                       | Nie grał                                       | Nie grał                                       | Nie grał                                       | Nie grał                                       | Nie grał                                       | Nie grał                                       | Nie grał                                       | Nie grał                                       | Nie grał                                       | Nie grał                                       | Nie grał                                       | Nie grał             |
| Razem                | Razem                                          | 27                                             | 101                                            | 187                                            | 344                                            | 47                                             | 17                                             | 199                                            | 15                                             | 16                                             | 126                                            | 63%                                            | 44                                             |                                                |                                                |                                                |                      |